# Arthur Piantadosi

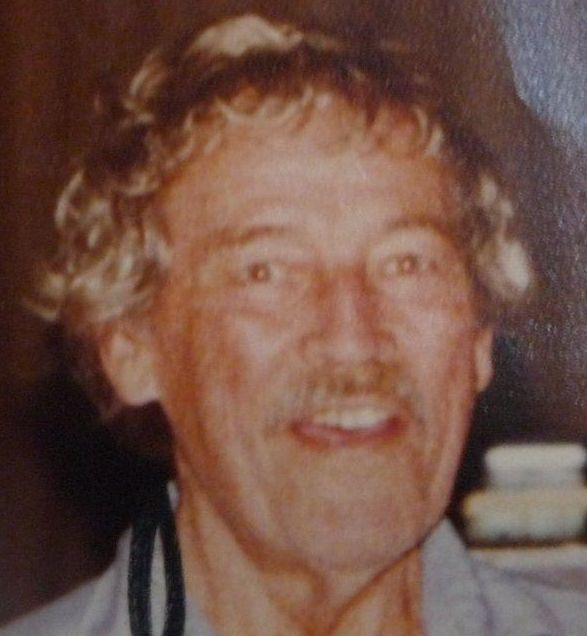
Arthur Piantadosi

Arthur Piantadosi (* 4. August 1916 in New York; † 23. Februar 1994 in Newport Beach) war ein US-amerikanischer Tontechniker. Er gewann 1976 den Oscar in der Kategorie Bester Ton für seine Mitarbeit an dem Film Die Unbestechlichen. Er erhielt außerdem sechs weitere Nominierungen in dieser Kategorie. 

## Leben
Erstmals wirkte Piantadosi 1967 als Tontechniker in dem Film In Cold Blood, einer Verfilmung des Romans Kaltblütig, mit. Bis 1986 arbeitete er an mehr als 80 Filmen. 
Piantadosi erhielt insgesamt sieben Oscar-Nominierungen in der Kategorie Bester Ton. 1977 konnte er den Preis in dieser Kategorie mit dem Film Die Unbestechlichen gewinnen. 1973 gewann er außerdem den British Academy Film Award in der Kategorie Bester Ton für den Film Cabaret. Eine weitere Nominierung für die BAFTA-Awards folgte 1977 für Die Unbestechlichen.
Sein letzter Film war Rocket Man im Jahr 1986. 1994 starb er im Alter von 77 Jahren.

## Filmografie (Auswahl)
- 1968: Funny Girl
- 1969: Rollkommando (The Wrecking Crew)
- 1969: Verschollen im Weltraum (Marooned)
- 1969: Die Kaktusblüte (Cactus Flower)
- 1970: Die Eule und das Kätzchen (The Owl and the Pussycat)
- 1970: Der Sheriff (I Walk The Line)
- 1971: Cisco Pike
- 1972: Cabaret
- 1973: Asphalt-Blüten (Scarecrow)
- 1974: Der wilde wilde Westen (Blazing Saddles)
- 1975: Der einsame Job (Report to the Commissioner)
- 1975: 700 Meilen westwärts (Bite the Bullet)
- 1975: Die drei Tage des Condor (Three Days of the Condor)
- 1976: Die Unbestechlichen (All the President's Men)
- 1976: Der letzte Scharfschütze (The Shootist)
- 1976: Nickelodeon
- 1977: Exorzist II – Der Ketzer (Exorcist II: The Heretic)
- 1978: Unternehmen Capricorn (Capricorn One)
- 1978: Der tödliche Schwarm (The Swarm)
- 1979: Das China-Syndrom (The China Syndrome)
- 1979: Ein Rabbi im Wilden Westen (The Frisco Kid)
- 1979: Der elektrische Reiter (The Electric Horseman)
- 1980: Der lange Tod des Stuntman Cameron (The Stunt Man)
- 1980: Der Höllentrip (Altered States)
- 1981: Mel Brooks – Die verrückte Geschichte der Welt (History of the World, Part I)
- 1982: Flammen am Horizont (Wrong is Right)
- 1982: Firefox
- 1982: Tootsie
- 1986: Rocket Man (The Best of Times)

## Auszeichnungen und Nominierungen
Oscar
- 1970: Nominierung in der Kategorie Best Sound für Verschollen im Weltraum
- 1973: Nominierung in der Kategorie Best Sound für Schmetterlinge sind frei
- 1976: Nominierung in der Kategorie Best Sound für 700 Meilen westwärts
- 1977: Auszeichnung in der Kategorie Best Sound für Die Unbestechlichen
- 1980: Nominierung in der Kategorie Best Sound für Der elektrische Reiter
- 1981: Nominierung in der Kategorie Best Sound für Der Höllentrip
- 1983: Nominierung in der Kategorie Best Sound für Tootsie

British Academy Film Award
- 1973: Auszeichnung in der Kategorie Best Sound für Cabaret
- 1977: Nominierung in der Kategorie Best Sound für Die Unbestechlichen